# Élections territoriales de 2017 à Saint-Barthélemy
Les élections territoriales de 2017 à Saint-Barthélemy ont lieu le 19 mars 2017 afin de renouveler les dix neuf membres du conseil territorial de la collectivité d'outre-mer française de Saint-Barthélemy. 
La liste du président sortant, Bruno Magras, arrive en tête avec la majorité absolue des voix dès le premier tour.

## Mode de scrutin
Le Conseil territorial de Saint-Barthélemy est composé de 19 sièges pourvus pour cinq ans selon un système mixte à finalité majoritaire : il s'agit d'un scrutin proportionnel plurinominal combiné à une prime majoritaire d'un tiers des sièges attribuée à la liste arrivée en tête, si besoin en deux tours de scrutin. Les électeurs votent pour une liste fermée de 22 candidats, sans panachage ni vote préférentiel. Les listes doivent respecter la parité en comportant alternativement un candidat de chaque sexe. 
Au premier tour, la liste ayant obtenu la majorité absolue des suffrages exprimés et un nombre de suffrages égal au quart des électeurs inscrits remporte la prime majoritaire, soit sept sièges. Les sièges restants sont alors répartis à la proportionnelle selon la règle de la plus forte
moyenne entre toutes les listes, y compris celle arrivée en tête. 
Si aucune liste n'a recueilli la majorité absolue, un second tour est organisé entre toutes les listes ayant obtenu au moins 10 % des suffrages exprimés au premier tour. Les listes ayant obtenu au moins 5 % peuvent néanmoins fusionner avec les listes pouvant se maintenir. Si une seule voire aucune liste n'a atteint le seuil requis de 10 %, les deux listes arrivées en tête au premier tour sont qualifiées d'office. Après dépouillement des suffrages, la répartition des sièges se fait selon les mêmes règles qu'au premier tour, les seules différences étant que la prime majoritaire est attribuée à la liste arrivée en tête qu'elle ait obtenu ou non la majorité absolue et les voix de 25 % des inscrits, et que la répartition des sièges n'a lieu qu'entre les partis en lice au second tour,,.

## Candidats en lice
Quatre listes sont en compétition, dont celle de Bruno Magras, candidat à sa succession à la tête de la collectivité. Bien que largement élu au premier tour lors du  scrutin de 2012, une mise en ballottage était cette fois-ci plus probable, avec la présence de trois listes concurrentes menées par Marie-Hélène Bernier, Xavier Ledée et Bettina Cointre,.
- Saint-Barth d'abord – Bruno Magras (LR)
- Saint-Barth autrement – Hélène Bernier (DVD)
- Unis pour Saint-Barthélémy – Xavier Ledée (DVD)
- Tous pour Saint-Barth – Bettina Cointre (DVG)

## Autres listes envisagées
Deux listes avaient été envisagées :
- La liste Gustavia Pink Posse, comme en 2012 à l'initiative de Richard Lédée qui anime le site "memoirestbarth.com", a fait l'objet d'un refus d'enregistrement motivé en deux points : 1) la liste ne répondant pas à l'obligation de comporter 19 personnes (plus 3) et 2) ne désignait pas de mandataire financier.
- La liste Avenir Saint-Barth 2017, à l'initiative de Patrick Ouvrard, secrétaire de la fédération Front National de Saint-Barthélemy et Saint-Martin, n'a pas été déposée.

## Résultats
Participation en légère hausse à la mi-journée, avec à midi trente 42 % des 5478 inscrits ayant votés contre 40 % en 2012. À la clôture des bureaux de vote, le taux de participation final s'établit pourtant à la baisse avec 67,27 %. Il avait été de 71,42 % lors des élections de 2012.
| Listes                   | Listes                     | Têtes de liste           | Premier tour | Premier tour | Sièges |  |
| Listes                   | Listes                     | Têtes de liste           | Voix         | %            | Sièges |  |
| ------------------------ | -------------------------- | ------------------------ | ------------ | ------------ | ------ |  |
|                          | Saint-Barth d'abord        | Bruno Magras             | 1 950        | 53,65        | 14     |  |
|                          | Unis pour Saint-Barthélémy | Xavier Lédée             | 747          | 20,55        | 2      |  |
|                          | Saint-Barth autrement      | Hélène Bernier           | 657          | 18,07        | 2      |  |
|                          | Tous pour Saint-Barth      | Bettina Cointre          | 280          | 7,70         | 1      |  |
|                          |                            |                          |              |              |        |  |
| Votes exprimés           | Votes exprimés             | Votes exprimés           | 3 634        | 98,62        |        |  |
| Votes blancs             | Votes blancs               | Votes blancs             | 22           | 0,60         |        |  |
| Votes nuls               | Votes nuls                 | Votes nuls               | 29           | 0,78         |        |  |
| Total                    | Total                      | Total                    | 3 685        | 100          | 19     |  |
| Abstentions              | Abstentions                | Abstentions              | 1 793        | 32,73        |        |  |
| Inscrits / Participation | Inscrits / Participation   | Inscrits / Participation | 5 478        | 67,27        |        |  |